# Pepita Tudó
Josefa Petra Francisca de Paula de Tudó i Catalán, coneguda com a Pepita Tudó o Josefina Tudó, va ser una dama espanyola que va ascedir a la noblesa arran de la seua relació amorosa amb Manuel Godoy. Va ostentar els títols de comtessa de Castillofiel i de vescomtessa de Rocafuerte.
Josefa Petra Francisca de Paula de Tudó i Catalán, òrfena de l'oficial artiller català Antoni Tudó i Alemany, governador del Real Sitio del Buen Retiro, va viure des dels 16 anys, en companyia de sa mare Catalina i les seues germanes Magdalena i Socorro a la casa de Manuel Godoy, a qui havia acudit sa mare reclamant els pagaments endarrerits de viudetat. Va fer-se amant de Manuel Godoy al voltant de l'any 1800, però la reina va obligar Godoy a casar-se amb la princesa Maria Teresa de Borbó i Vallabriga, matrimoni que d'altra banda era molt favorable a Godoy en els vessants social i econòmic. L'any 1828, en morir la seua muller, Godoy va casar-se amb Pepita Tudó, tot i que es considera que uns anys abans havien celebrat un matrimoni secret. L'any 1805 havia nascut el primer fill d'ambdós, Manuel, i el 1807 llur segon fill, Luis.
El 1807, a instàncies de l'influent Godoy, Carles IV va concedir a Josefina Tudó els títols de comtessa de Castillofiel i vescomtessa de Rocafuerte.
L'escriptor Ceferino Palencia va escriure'n la biografia novel·lada Pepita Tudó. Hi ha altíssimes probabilitats que siga Pepita Tudó la dona retratada per Francisco de Goya als cèlebres quadres La maja vestida i La maja desnuda.